# Kappa Ursae Majoris
Kappa Ursae Majoris (κ Ursae Majoris / κ UMa), conosciuta anche con il nome tradizionale di Talitha Australis, è una stella nella costellazione Orsa Maggiore. Di magnitudine apparente +3,57, dista 357 anni luce dal sistema solare. 
La parola Talitha proviene da una frase araba che significa terzo salto, mentre Australis è riferito alla sua posizione nel cielo, più a sud rispetto a Talitha Borealis.

## Caratteristiche fisiche
Talitha Australis è una stella binaria formata da due stelle piuttosto simili tra loro; entrambe sono stelle bianche di classe A con masse circa 3 volte e mezzo quella del Sole ed una temperatura superficiale attorno ai 9600 K. Una è leggermente più luminosa (0,2 magnitudini in più dell'altra) e 290 volte più brillante del Sole, contro le 250 della seconda componente.
Sono distanziate in cielo da appena 0,3 secondi d'arco, che, alla distanza di 357 anni luce dal Sole, si traduce in una distanza media di 24 UA, anche se l'eccentricità orbitale porta le due stelle a variare la loro separazione da 11 a 37 UA.
Una o entrambe le componenti appartengono alla rara classe di stelle di tipo Ae, che presentano linee d'emissione dell'idrogeno nello spettro e sono le controparti più fredde delle più conosciute stelle Be. Le linee d'emissione provengono, come per le stelle Be, da un disco circumstellare che avvolge la stella. Una caratteristica di questo tipo di stelle è anche la forte velocità di rotazione, stimata, nel caso di Kappa Ursae Majoris, in 201 km/s.